# Jeffrey R. Immelt
Jeffrey Robert Immelt, född 19 februari 1956 i Cincinnati, Ohio, är en amerikansk företagsledare som är styrelseordförande för det multinationella konglomeratet General Electric Company sedan 2001. Han blev också vd 2001 när han efterträdde den dåvarande vd:n Jack Welch och slutade på den positionen den 30 juli 2017, när han själv blev ersatt av John L. Flannery. Flannery kommer också ersätta Immelt som styrelseordförande den 1 januari 2018.

## Bakgrund
Immelt föddes i Cincinnati som son till Joseph Francis Immelt och Donna Rosemary. Hans far var chef för General Electrics division för flygplansmotorer. Immelt studerade på Harvard Business School innan han började arbeta på General Electric 1982.

## General Electric
Immelt arbetade som högste ansvarig i General Electrics enhet för sjukutrustning (som nu heter GE Healthcare) när han blev utnämnd till ny koncernchef och vd den 7 september 2001, bara fyra dagar innan 11 september-attackerna som resulterade i två anställdas död och att General Electrics försäkringsbolag var tvungna att betala ut $ 600 miljoner samt bolagets enhet för flygmotorer drabbades hårt av det inträffade. Sen han tillträdde som VD har börsvärdet för GE minskat med 60%.
Han vann Oslo Business for Peace Award 2009.

## Kritik
Den konservativa programledaren Bill O'Reilly för Fox News anklagade Immelt och General Electric där han hävdade att GE har gjort affärer med Iran, som USA har ett totalt handelsembargo emot och att Iran har använt GE:s produkter för att angripa amerikanska militärstyrkor i Irak. GE och Immelt har tillbakavisat anklagelserna och menar att affärerna med Iran stoppades 2005 och alla kontrakt parterna emellan var avklarade 2008.